# Omen (Blutengel)
Omen è il nono album in studio del gruppo musicale tedesco Blutengel, pubblicato nel 2015.

## Tracce
1. Prologue: Omen – 1:40
2. Sing – 3:23
3. The Siren – 3:41
4. Wir Sind Was Wir Sind – 4:12
5. Give Me – 4:42
6. The War Between Us – 3:53
7. Fire in the Distance – 4:04
8. Dein Gott – 4:23
9. Guilty – 5:21
10. Save Us – 3:59
11. Der Regen Fällt... – 4:22
12. Ich Bin Das Feuer – 4:21
13. Holy Blood – 4:13
14. Asche zu Asche – 4:24
15. Bow Down – 4:18
16. Elegy – 4:30